# ديو قالاسي
ديو قالاسي قلعة تاريخية تعود إلى عصر أورارتو، وتقع في مشكين شهر.